# Ädelman mindre 11

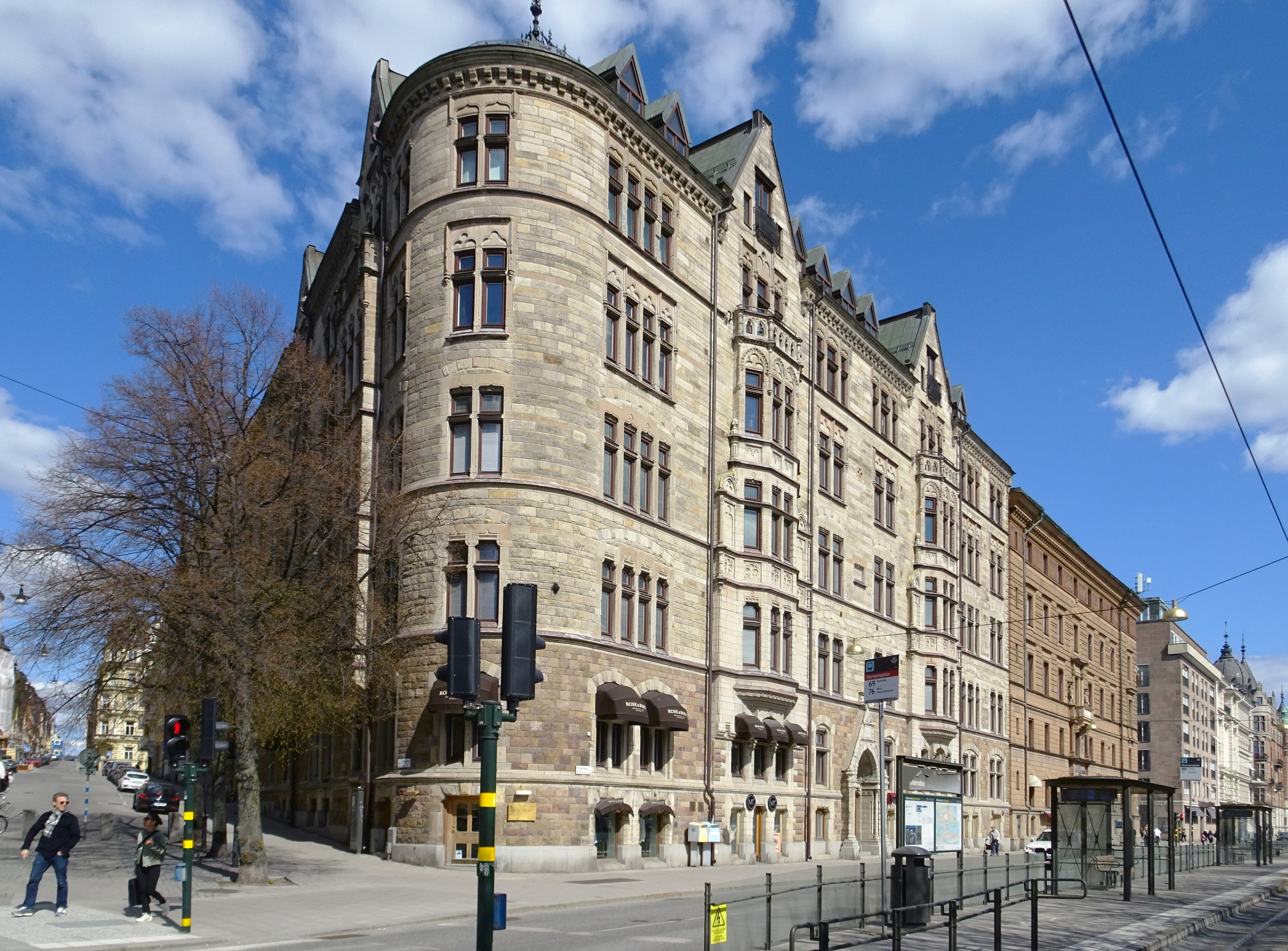
Strandvägen 17 i maj 2022. Till vänster syns Grevgatan.

Ädelman mindre 11 är en kulturhistoriskt värdefull fastighet i kvarteret Ädelman mindre i hörnet Strandvägen 17 / Grevgatan 2 på Östermalm i Stockholm. Byggnaden uppfördes 1895 efter ritningar av arkitekten Johan Laurentz och är blåmärkt av Stadsmuseet i Stockholm vilket betyder "att bebyggelsen bedöms ha synnerligen höga kulturhistoriska värden".

## Tomten, byggherrarna och arkitekten

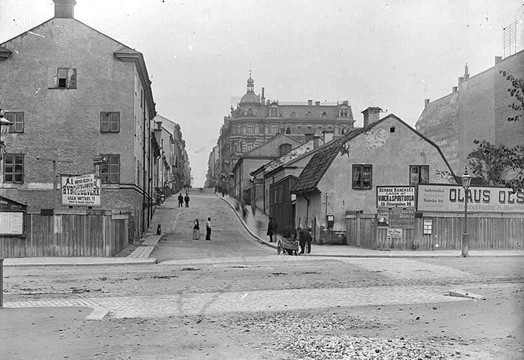
Grevgatan norrut med befintliga hus på blivande Ädelman mindre 11 till höger, 1894.

Kvartersnamnet Ädelman större och mindre tros hänga samman med att riksdrots Per Brahe den yngre ägde en tomt i trakten vilket namngav både kvarteret och Grevgatan. Själva kvartersnamnet återfinns redan på Petrus Tillaeus karta från 1733 och stavas där Edelman. Den nybildade fastigheten Ädelman mindre 11 hade 1895 förvärvats av byggmästaren Johan Bengtson tillsammans med två handelsmän; F.K. Grönstedt och G. Jonsson. På platsen låg en vildvuxen kåkbebyggelse bestående av enkla sten- och trähus med små trädgårdar som revs 1894–1895. 
Bengtson byggde två hus vid Stockholms nya paradgata: Ädelman mindre 11 och därefter Krabaten 2 (Strandvägen 15). Båda utgör en sorts portalbyggnader till Grevgatan och i båda fallen anlitade han arkitekt Johan Laurentz. Även han var representerad med flera nybyggen längs Strandvägen. Utöver Ädelman mindre 11 och Krabaten 2 ritade han ytterligare två exklusiva hus: Klippan 9 (Strandvägen 9) och Sergeanten 1, 8, 7, 6 (Strandvägen 35-41). På granntomten Ädelman mindre 17 stod redan det så kallade Thaveniuska huset, uppfört mellan 1884 och 1885 efter ritningar av arkitekt Isak Gustav Clason.

## Byggnadsbeskrivning

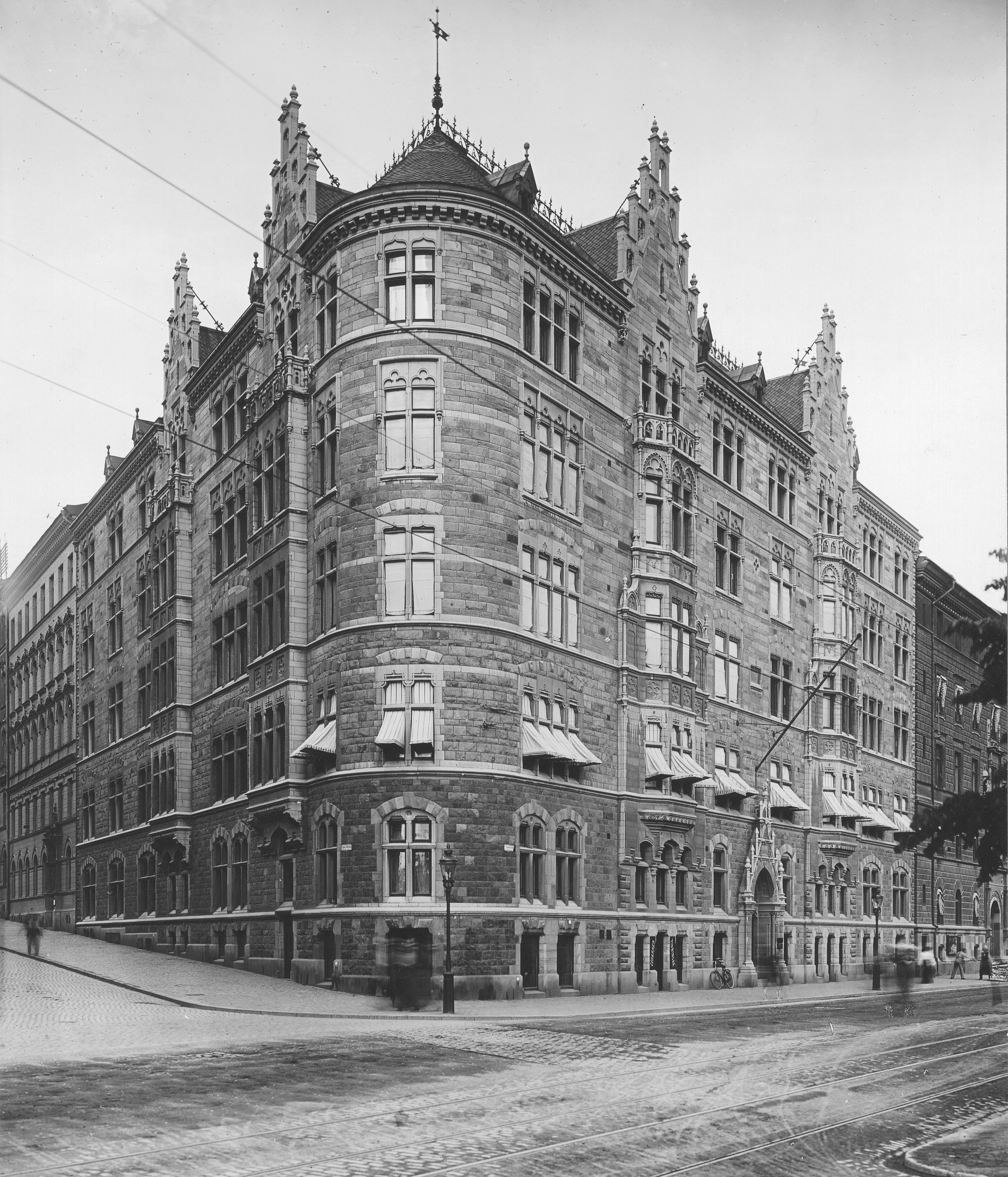
Strandvägen 17, cirka 1900.

För Ädelman mindre 11 ritade Laurentz ett elegant hörnhus med fem våningar innehållande bostäder och ett souterrängplan vars främre delar var avsedda för affärslokaler. Liksom grannhusen fick grunden förstärkas genom träpålar. Ladugårdslandsvikens strandområde var så sent som på 1800-talets början fortfarande täckt av vatten. Först genom landhöjningen och omfattande utfyllnader erhöll hela Strandvägsstråket sin nuvarande form.
Fasaden består av grovhuggen rosa sandsten i olika nyanser med detaljer av gråbeige sandsten. Gestaltningen röjer anglosaxiska influenser beträffande materialbehandling och formspråk. Huset har ett karakteristiskt mjukt rundat hörn med ett likaså rundat och skiffertäckt tak. Ursprungligen var byggnaden ännu rikare utsmyckad med exempelvis höga trappgavlar över de fyra burspråken. Även den spetsiga portalen med husnummer 17 i tympanonfältet är idag något förenklad. Portens dörr är tvådelad, av ek och järnbeslagen samt försedd med var sitt blyglasade fönster. I portens överstycke finns ett spetsbågigt fönster, även det blyglasat.

### Interiör
Entréportens påkostade utsmyckning motsvaras av entréhallens nästan ”sakrala arkitektur” (Fredric Bedoire, Stockholms byggnader, 2012). Här reser sig gotiska knippelare med kryssvalv. Väggar och golv är belagda med marmor och marmorstuck i svart, rött, gult och vitt stucco lustro. På varje våningsplan anordnades två stora lägenheter. Man vände sig till den bättre bemedlade samhällsklassen som efterfrågade rymliga och representativa bostäder. 
Den västra våningen (hörnet) omfattade elva rum och kök, därtill en generös hall och litet burspråksrum. Den östra lägenheten bestod av nio rum och kök. Köksflygeln med köket och jungfrurum nåddes via en separat kökstrappa från gården. Husets lägenheter var moderna för sin tid. Samtliga hade badrum och torrtoalett inomhus. I huvudtrappan fanns en elektrisk personhiss av fabrikat Graham Brothers. På 1920-talet genomfördes en modernisering efter ritningar av arkitekterna Björn Hedvall och Gustaf Birch-Lindgren. På 1930-talet installerades en hiss även i västra kökstrappan och på 1950-talet inreddes en del av vinden med tre lägenheter.
Stadsmuseet besökte några lägenheter i samband med sin byggnadsinventering på 1970-talet. De bevarade fortfarande ”osedvanlig” rik ursprunglig inredning såsom kassettak med målade rankor på fält och lister, kraftiga takbjälkar med konsoler och stucktak med rokokoformer. Det fanns bröstpaneler, höga, fältindelade salspaneler, fyllningsdörrar med skulpterade omfattningar och överstycken av olika slag samt kakelugnar. Köken var helt eller delvis moderniserade.

### Originalritningar från 1895

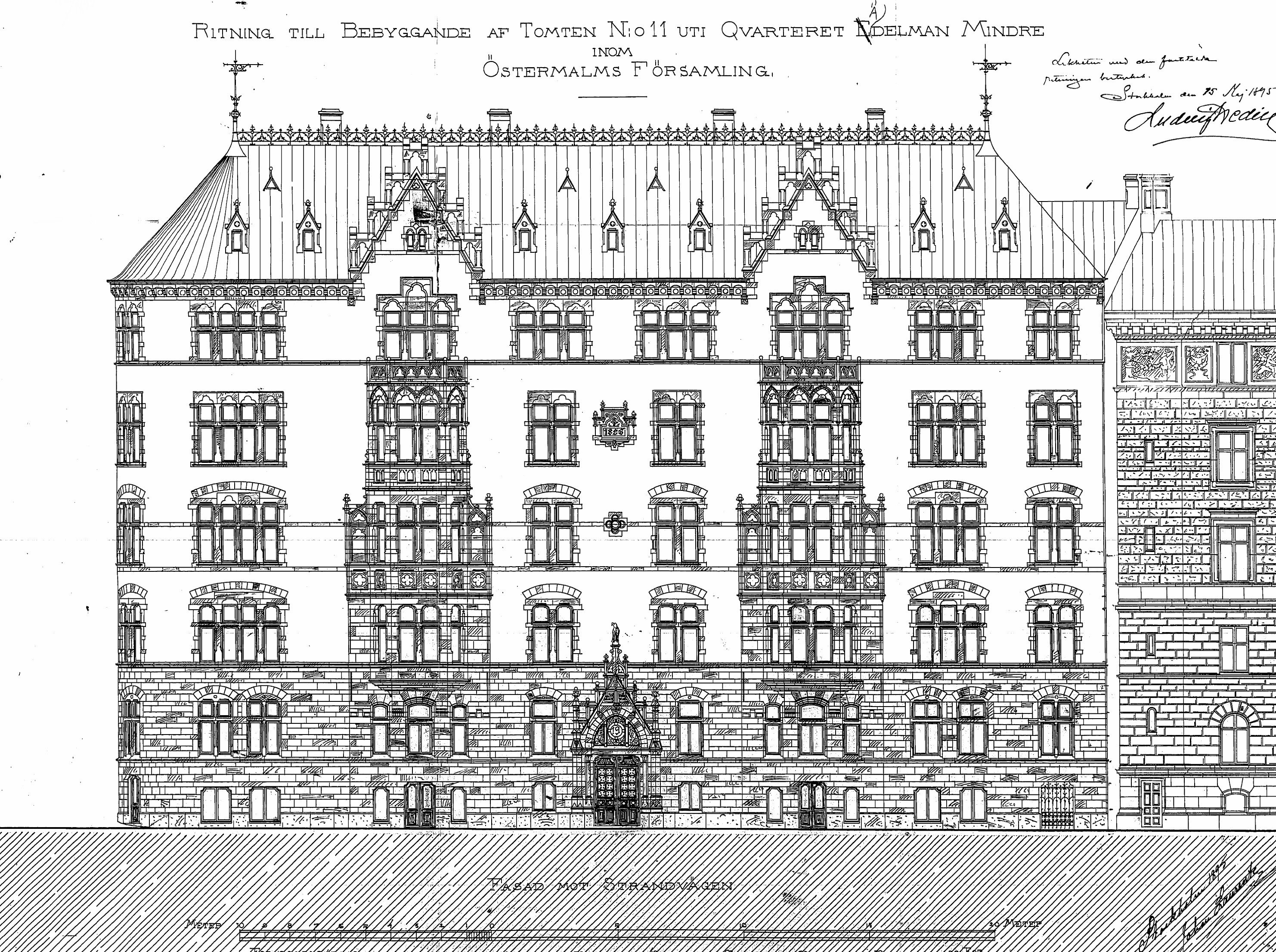
Fasad mot Strandvägen.
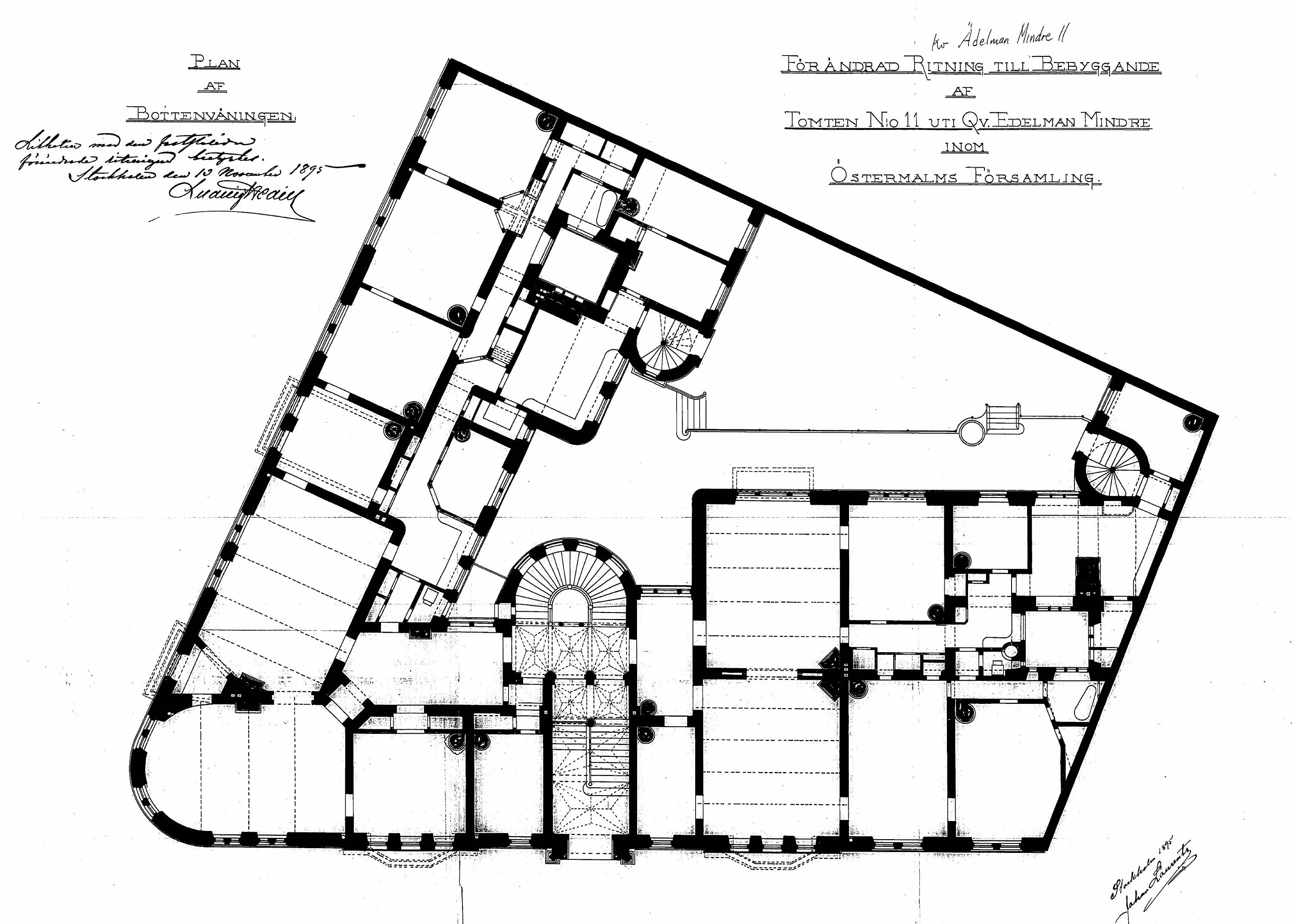
Bottenvåning.
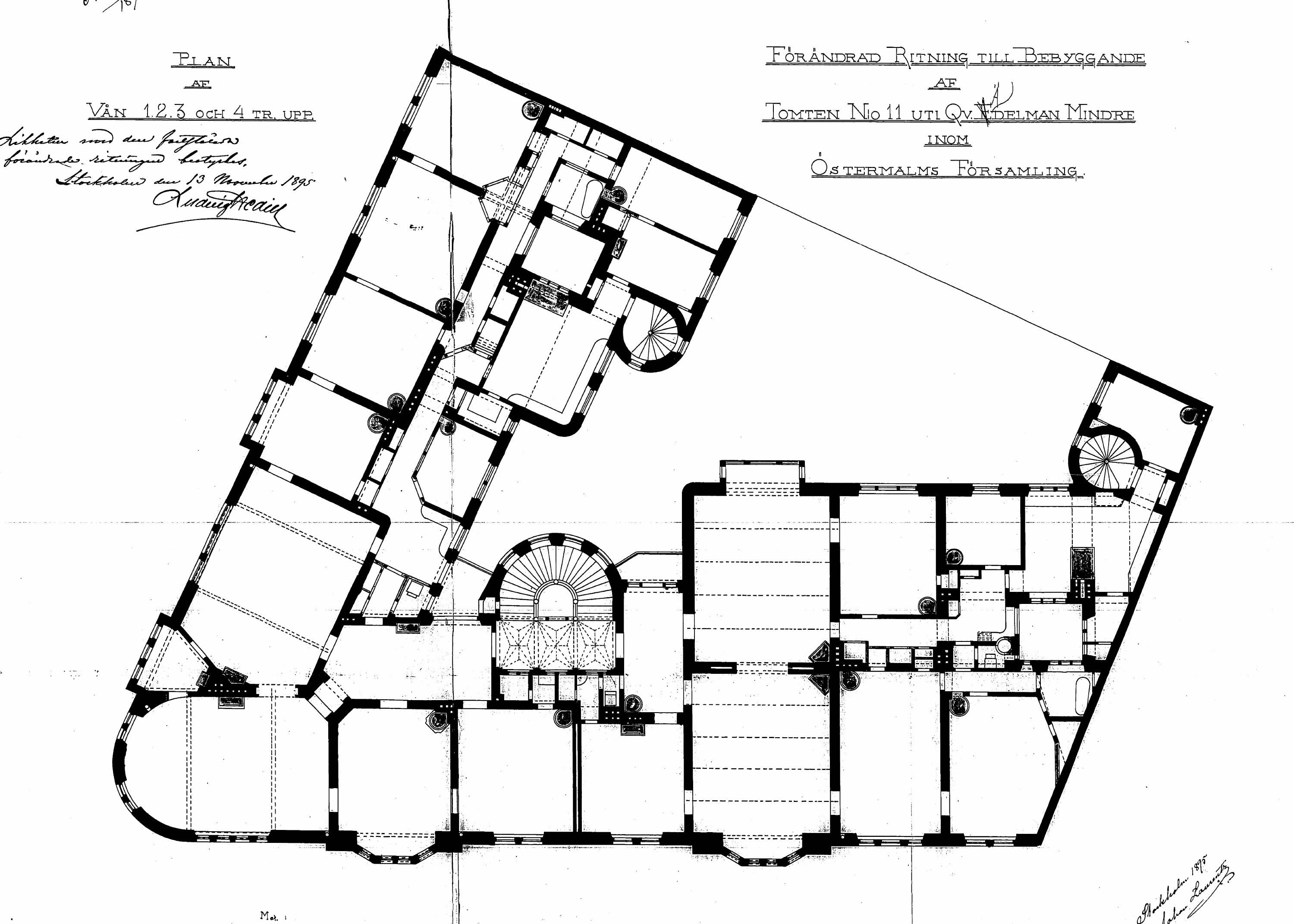
Våning 1-4 trappor.
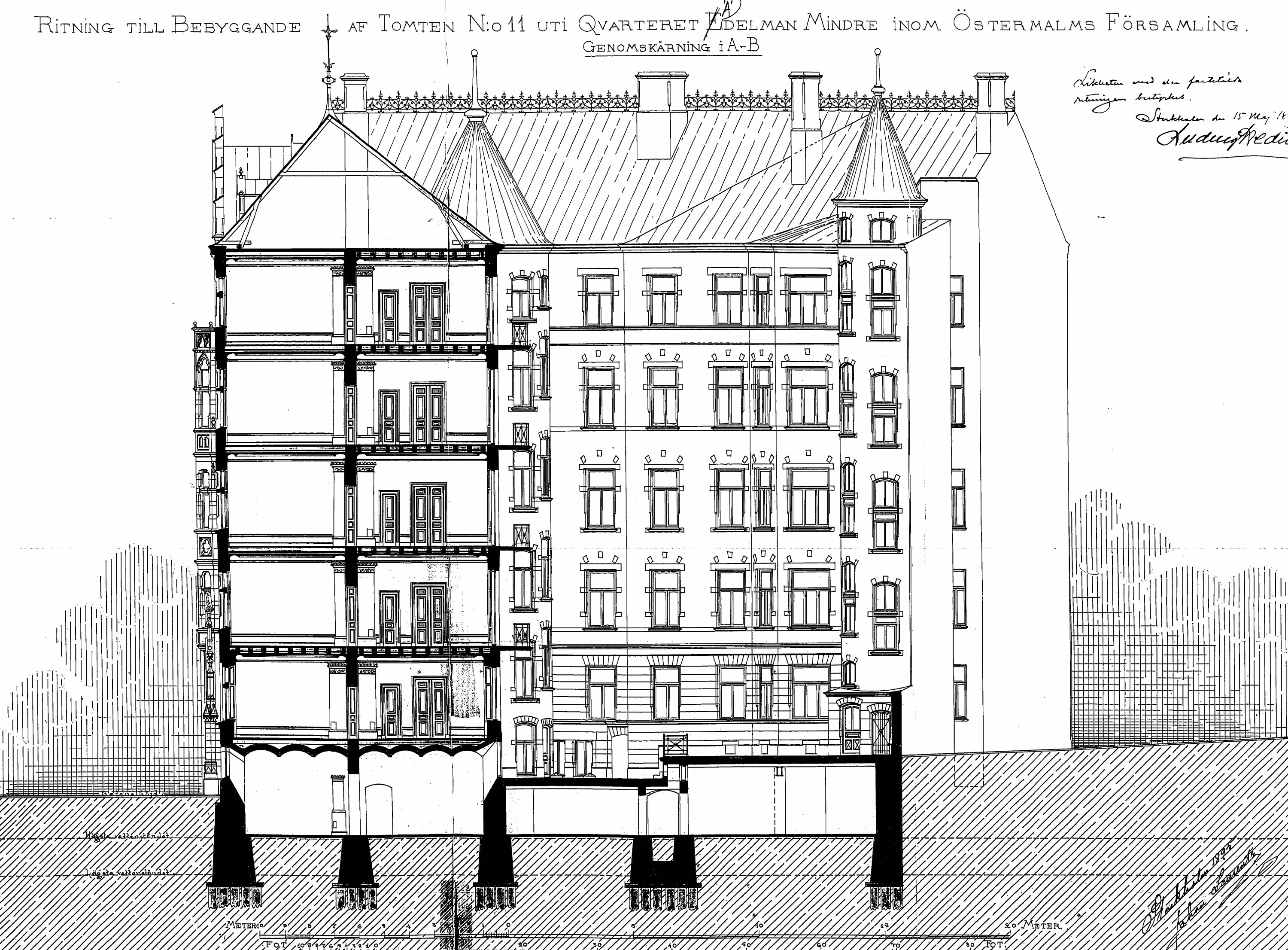
Sektion.
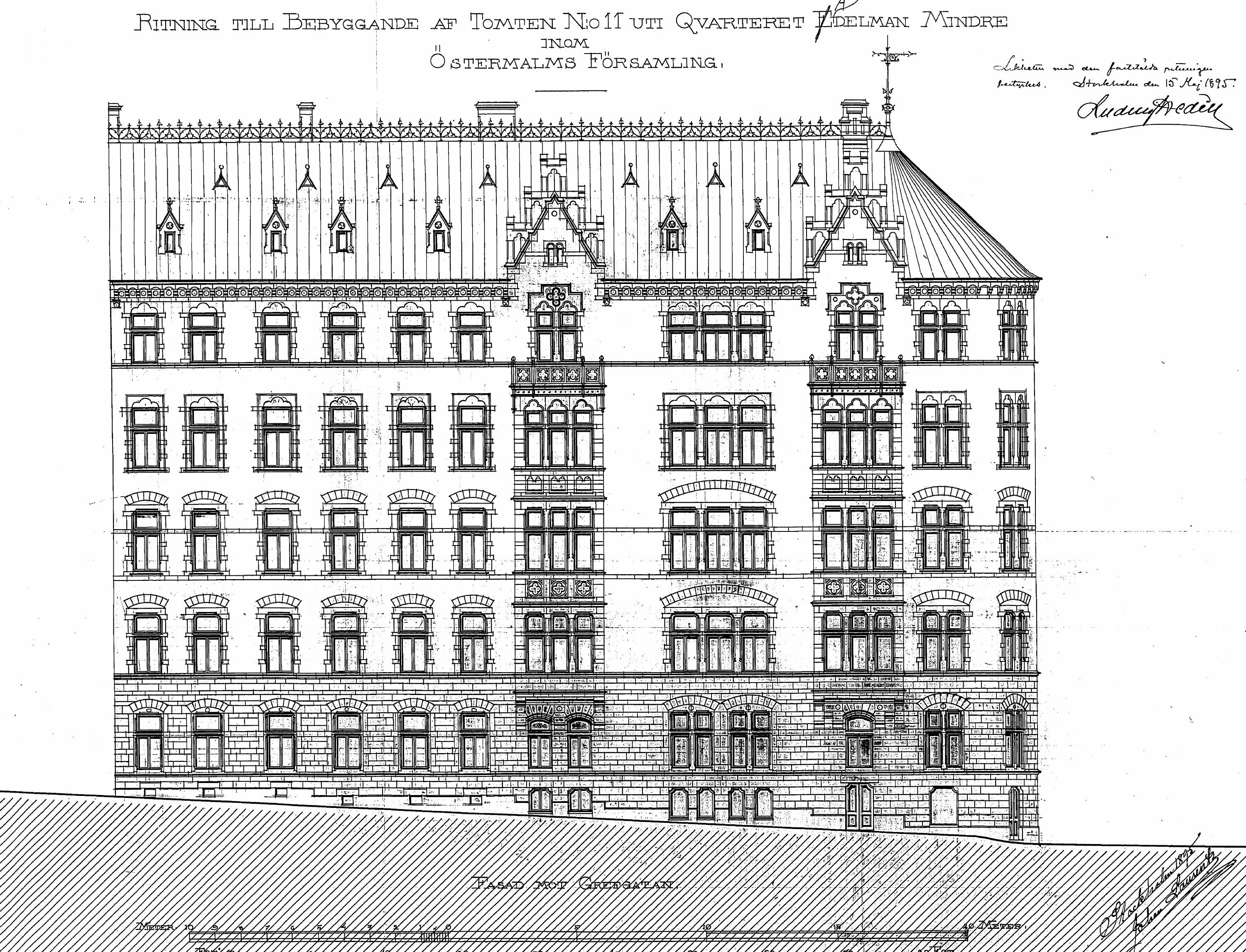
Fasad mot Grevgatan.

### Ägare och hyresgäster

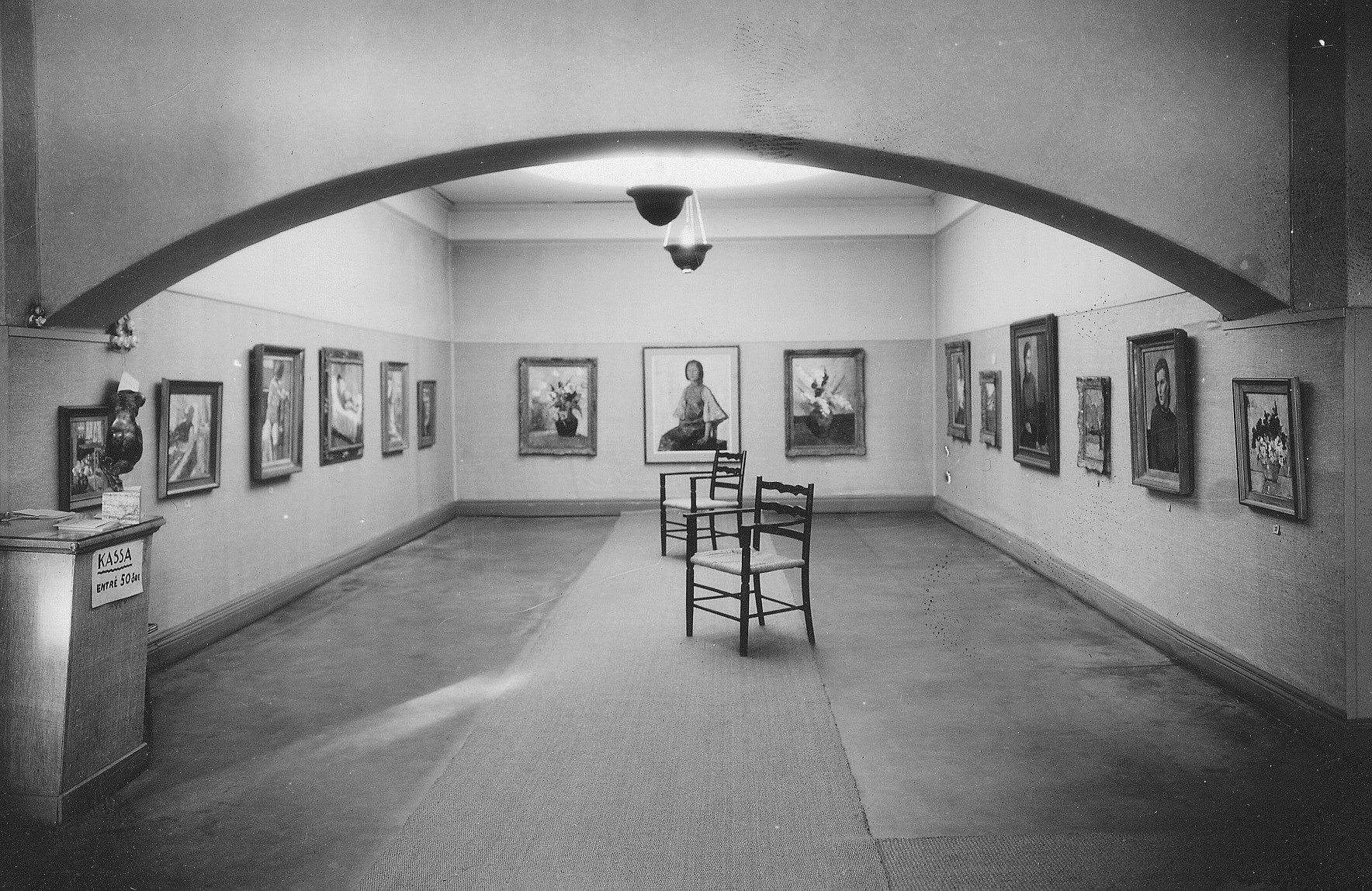
Galleri Gummeson, 1933.

Byggherrarna Bengtson, Grönstedt och Jonsson byggde på spekulation. Redan 1897 hade de sålt huset till brukspatron S.J.T. Ankarcrona. Bland långtida hyresgäster märks Galleri Gummeson som hade sina lokaler i souterrängvåningen. Konstgalleriet startades 1912 av bokhandlaren Carl Gummeson och var kvar till mars 2009. Sedan 1979 ägs fastigheten med dess 19 lägenheter av bostadsrättsföreningen Ädelman Mindre 11.

## Referenser

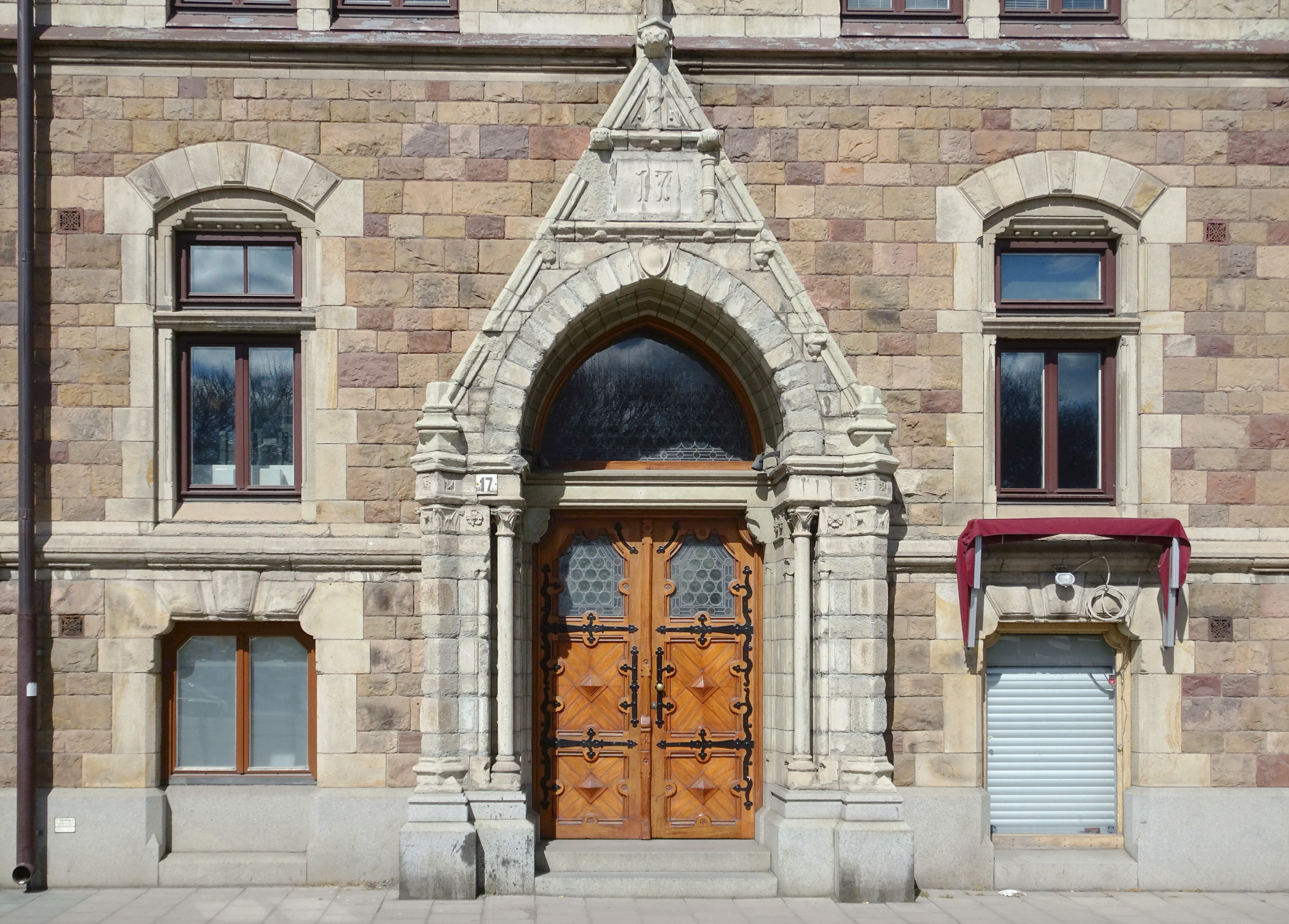
Huvudentrén, 2022.